# اچ‌ام‌اس ایماون (۱۸۲۶)
اچ‌ام‌اس ایماون (۱۸۲۶) (به انگلیسی: HMS Imaun (1826)) یک کشتی بود که طول آن ۱۷۷ فوت (۵۴ متر) بود. این کشتی در سال ۱۸۲۶ ساخته شد.